# Laura Kenny
Laura Rebecca Kenny z d. Trott (ur. 24 kwietnia 1992 w Harlow) – brytyjska kolarka torowa, pięciokrotna mistrzyni olimpijska, wielokrotna medalistka mistrzostw świata i Europy.

## Kariera
Pierwszy sukces w karierze Laura Trott osiągnęła w 2010 roku, kiedy na mistrzostwach Europy w Pruszkowie zdobyła złoty medal w wyścigu drużynowym na dochodzenie. W tej samej konkurencji wspólnie z Danielle King i Wendy Houvenaghel zwyciężyła na mistrzostwach świata w Apeldoorn w 2011 roku i na mistrzostwach Europy w Apeldoorn. Na ME 2011 Trott najlepsza była także w omnium, w której to konkurencji zwyciężyła również podczas mistrzostw świata w Melbourne w 2012 roku, wyprzedzając Australijkę Annette Edmondson i Amerykankę Sarę Hammer. Na australijskich mistrzostwach razem z King i Joanną Rowsell ponownie zwyciężyła w drużynowym wyścigu na dochodzenie. W tym samym roku brała także udział w igrzyskach olimpijskich w Londynie, zdobywając złote medale w drużynowym wyścigu na dochodzenie oraz omnium. 
W 2013 roku zdobyła kolejne trzy złote medale: na mistrzostwach świata w Mińsku wygrała drużynowy wyścig na dochodzenie, a na mistrzostwach Europy w Apeldoorn była najlepsza w tej samej konkurencji oraz omnium. Swój czwarty z rzędu tytuł drużynowej mistrzyni świata zdobyła na mistrzostwach świata w Cali w 2014 roku, gdzie partnerowały jej Elinor Barker, Katie Archibald, Elinor Barker i Joanna Rowsell. Następnie na mistrzostwach świata w Paryżu w 2015 roku zajmowała drugie miejsce w drużynowym wyścigu na dochodzenie i omnium, przegrywając tylko z Annette Edmondson. Podczas mistrzostw świata w Londynie w 2016 roku trzykrotnie stawała na podium: w omnium i scratchu była najlepsza, a w drużynowym wyścigu na dochodzenie była trzecia. Parę miesięcy później wystąpiła na igrzyskach olimpijskich w Rio de Janeiro, gdzie zwyciężyła w drużynowym wyścigu na dochodzenie i omnium. 
Następnie zdobywała srebrne medale w drużynowym wyścigu na dochodzenie podczas mistrzostw świata w Apeldoorn (2018), mistrzostw świata w Pruszkowie (2019) i mistrzostw świata w Berlinie (2020). Z igrzysk olimpijskich w Tokio wróciła z dwoma medalami: w drużynowym wyścigu na dochodzenie zdobyła srebrny medal, a w madisonie zdobyła kolejny złoty medal.
Od igrzysk w Tokio jest pierwszą Brytyjką, która zdobyła złote medale na trzech kolejnych igrzyskach. Wyprzedziła też Holenderkę Leontien van Moorsel, zostając najbardziej utytułowaną kolarką olimpijską w historii.
Jej mężem od 2016 roku jest Jason Kenny.